# Kraken (Marvel Comics)
Kraken, il cui vero nome è Daniel Whitehall, è un personaggio dei fumetti creato da Jonathan Hickman (testi) e Stefano Caselli (disegni), pubblicato dalla Marvel Comics. La sua prima apparizione avviene in Secret Warriors (vol. 1) n. 2 (maggio 2009).
Enigmatico e leggendario individuo membro dei capi supremi dell'HYDRA, Kraken è uno straordinario manipolatore specializzato, ed ossessionato, dall'aiutare le persone a diventare "ciò che sono destinate a essere".

## Biografia del personaggio

### Il vero Kraken
Nato a Londra, Inghilterra, Daniel Whitehall entra nel servizio segreto britannico da giovane e, durante la Guerra Fredda, diviene uno degli agenti più esperti nonché, segretamente, un membro dell'organizzazione terroristica filo-nazista HYDRA. Nel 1961 viene invitato da Leonardo da Vinci a unirsi alla Ruota Della Fortuna; una lobby di dodici persone che, dopo aver svolto una missione a nome del genio fiorentino hanno ottenuto in cambio il privilegio di potergli chiedere esaudita una loro volontà. I componenti del gruppo sono lo stesso Da Vinci (Ariete), Victor Uvarov (Cancro), Vasili Dassaiev (Capricorno), Nick Fury (Gemelli), Timothy "Dum Dum" Dugan (Bilancia), Shoji Soma (Pesci), il Barone Wolfgang von Strucker (Sagittario), Jake Fury (Scorpione), Cornelius Van Lunt (Toro), Thomas Davidson (Vergine), John Garrett (Acquario) ed infine Whitehall (Leone).
In seguito, non si sa quando né in quali circostanze, entra in possesso di una tecnologia enormemente avanzata con cui assembla un'armatura verde e, assunto l'alias di Kraken, si auto-assegna la missione di aiutare gli altri agenti HYDRA a raggiungere il loro pieno potenziale, motivo per il quale addestra Ophelia Sarkissian, Tomi Shishido e partecipa alla creazione di Hive tramite esperimenti nella base sottomarina denominata "Alveare". Negli anni, Kraken diviene una figura leggendaria tra gli stessi vertici dell'organizzazione dato che la sua abilità è tale da far sì che nessuno, eccezion fatta per i suoi capi, abbia mai saputo nulla di lui o sia mai riuscito ad ottenere le prove della sua esistenza: egli non compare neppure nei database dello S.H.I.E.L.D. nonostante in molti abbiano investigato su di lui finendo, inesorabilmente, per sparire nel nulla.
Scopertosi successivamente malato terminale fa visita al barone Strucker e lo informa dell'intenzione di ritirarsi a vita privata; fatto ritorno alla sua casa di Londra riceve, dopo tre anni, la visita di un misterioso individuo che si impossessa dei suoi diari e della sua armatura per poi assassinarlo ed assumerne l'identità.

### L'impostore
Durante la fase di riordinamento dell'HYDRA, dopo l'invasione segreta degli Skrull e la conseguente distruzione della base subacquea di "Ichor", il barone Strucker, richiama Kraken dopo anni di inattività per invitarlo a far parte del nuovo consiglio supremo insieme al barone, a Viper, alla sesta Madame Hydra, a Hive e al redivivo Gorgon. A presentarsi è ovviamente, a insaputa di tutti, l'individuo che ne ha preso il posto due anni prima.
Durante la guerra contro Leviathan, non compare molto spesso, salvo che per partecipare a missioni di distruzione contro fortezze nemiche. Dopo l'attacco a Gehenna da parte dei Secret Warriors, Kraken fa ritorno da una missione punitiva in Siberia e, trovandosi di fronte le macerie della base, da lui definita alla stregua di un tempio, incolpa il barone dell'accaduto e lo tramortisce, dicendogli che dovrà pagare per i suoi peccati.
Rinvenuto, Strucker si trova legato ad una sedia all'interno di una stanza anonima di fronte a Nick Fury, nelle medesime condizioni; il finto Kraken dunque, sopraggiunge rivelando di essere Jake Fury, fratello di Nick, che, dopo aver assassinato Whitehall al suo capezzale ne ha assunto l'identità per infiltrarsi ai vertici dell'HYDRA e tenere d'occhio i movimenti del barone per conto del fratello.
Fatta tale rivelazione, Jake libera Nick che, dopo aver rinfacciato alla sua nemesi di averlo sempre controllato, lo uccide sparandogli in testa.

## Poteri e abilità
Kraken è una dei maggiori esperti di spionaggio del mondo, un ottimo stratega ed un maestro manipolatore dotato di una capacità d'analisi superiore alla norma. Inoltre è un eccellente combattente corpo a corpo ed uno straordinario addestratore di talenti. L'aura di mistero che lo circonda è accresciuta dal possesso di alcuni strani oggetti:
- Un elmo estremamente tecnologico che copre l'intero volto, fatta eccezione per la parte inferiore e, una volta indossato, riveste tutto il corpo in un'armatura smeraldina che conferisce una forza, un'agilità ed una resistenza sovrumana nonché la capacità di emettere energia rendendo chi la indossa immune alle incursioni psichiche e perfino allo sguardo pietrificante di Gorgon[6]; inoltre infilatosi l'elmo ci si sente: «come se si assumesse una nuova personalità... un nuovo volto, una nuova voce... e la vista per vedere il mondo sotto una nuova luce»[2].
- Un'enorme collezione di diari, nei quali Kraken ha raccolto, di missione in missione, note e informazioni preziosissime su tutte le azioni criminose che ha commesso nel corso di vent'anni. Dopo averli letti ed appreso così ogni suo misfatto, Jake Fury ha dichiarato che Whitehall ha sempre avuto fiuto per il cuore nero degli uomini malvagi non avendo mai sbagliato giudizio[2].

## Altri media

Daniel Whitehall interpretato da Reed Diamond nella serie televisiva Agents of S.H.I.E.L.D..

- Daniel Whitehall, interpretato da Reed Diamond, compare nella serie televisiva Agents of S.H.I.E.L.D.[10]. In tale versione il personaggio non si serve mai dell'alias di Kraken ed è in realtà un obergruppenführer dell'HYDRA di nome Werner Reinhardt[11] che, dopo essere stato arrestato da Peggy Carter e gli Howling Commandos alla fine della Seconda Guerra Mondiale[11] ha passato 44 anni in carcere venendo rilasciato, ormai vecchio, da Alexander Pierce, per continuare le sue ricerche su una donna apparentemente immune all'invecchiamento, che viviseziona sottraendole organi e DNA ottenendo un composto che gli permette di ringiovanire[12]. Ossessionato dal manufatto alieno con proprietà pietrificanti noto come Obelisco[11], per entrarne in possesso si allea con Cal[13], pur sapendo che in realtà questi intende ucciderlo per vendicare sua moglie (la donna vivisezionata)[12]; motivo per il quale, ottenuto dall'uomo ciò che desidera, lo tramortisce e si appresta a vivisezionare anche sua figlia Skye ma, prima che possa farlo, viene ucciso con un colpo di pistola da Coulson[14].